# ریچارد پل
ریچارد پل (انگلیسی: Richard Paul; ۶ ژوئن ۱۹۴۰ – ۲۵ دسامبر ۱۹۹۸) یک هنرپیشه اهل ایالات متحده آمریکا بود. وی بین سال‌های ۱۹۷۳ تا ۱۹۹۷ میلادی فعالیت می‌کرد.

## گزیده فیلمشناسی
از فیلم‌ها یا برنامه‌های تلویزیونی که وی در آن نقش داشته‌است می‌توان به آثار زیر اشاره کرد.
- جن‌گیر ۲: مرتد (۱۹۷۷)
- خوردن رائول (۱۹۸۲)
- مردم علیه لری فلینت (۱۹۹۶)
- ایندیپندنت (فیلم ۲۰۰۰) (۲۰۰۰)
- وضعیت اضطراری! (۱۹۷۶)
- متأهل… بچه‌دار (۱۹۸۷)
- نمایش درو کری (۱۹۹۶)
- روزان (۱۹۹۷)